# Christoph Heinrich von Grabow
Christoph Heinrich von Grabow (* 1700 in der Prignitz; † 6. Juni 1770) war ein preußischer Generalmajor, Chef des Infanterieregiments Nr. 47 sowie Erbherr auf Grabow bei Blumenthal.

## Leben
Christoph Heinrich entstammt dem alten Adelsgeschlecht von Grabow aus der Prignitz. 1711 kam er zunächst in die Kadettenanstalt und von dort in das Regiment „Stille“ Nr. 20. Dort wurde er am 29. April 1719 Fähnrich und kurz danach Sekondeleutnant, am 8. November 1723 Premierleutnant und am 6. Dezember 1734 Stabshauptmann. 1735 erhielt er eine Grenadier-Kompanie, mit der er am Ersten Schlesischen Krieg teilnahm. Damit kämpfte er am 10. April 1741 in der Schlacht bei Mollwitz. Im Zweiten Schlesischen Krieg kämpfte er 1744 zunächst bei Dresden und dann bei der Belagerung von Prag sowie im Juni 1745 bei Hohenfriedberg. Grabow zeigte sich sehr tapfer und wurde daher mit dem Patent von 4. Dezember 1741 zum Major befördert und in das Regiment „Bredow“ Nr. 21 versetzt. Damit kämpfte er im Dezember 1745 in der Schlacht bei Kesselsdorf. Im Juni 1747 erhielt er den Pour le Mérite.
In dem Regiment Nr. 21 avancierte er am 2. Juni 1749 zum Oberstleutnant und wurde noch im gleichen Jahr zum Kommandeur ernannt. Am 26. September 1753 erfolgte die Beförderung zum Oberst und am 11. Mai 1757 die Ernennung zum Generalmajor. Am 1. Januar 1758 übernahm er das Infanterieregiment „Rohr“ Nr. 47.
Während des Siebenjährigen Krieges kämpfte er in Lobositz und bei der Belagerung von Prag. In der Schlacht bei Roßbach kommandierte er im zweiten Treffen auf dem linken Flügel, zwei Bataillone von Anhalt, eines von Hülfen und eines von Fink. 1759 wurde er nach Polen geschickt und focht bei Kay und Schlacht bei Kunersdorf. In Kunersdorf führte er erneut im zweiten Treffen auf dem linke Flügel die Grenadierbataillone der Regimenter „Lossow“, „Bayer“ und „Tann“. 1760 kämpfte er wieder in Schlesien unter Generalleutnant Karl Christoph von der Goltz und erhielt zunächst Verwendung bei Glogau später bei Schweidnitz. Im Jahr 1761 war er zunächst im Lager bei Zeitzenberg und marschierte dann gegen die Russen. 1762 kam er dann zur Armee des Königs und ging nach Sachsen. Nach dem Frieden von Hubertusburg erhielt er am 6. Januar 1764 seine Entlassung und eine Pension von 1500 Talern.